# Martín Zapater

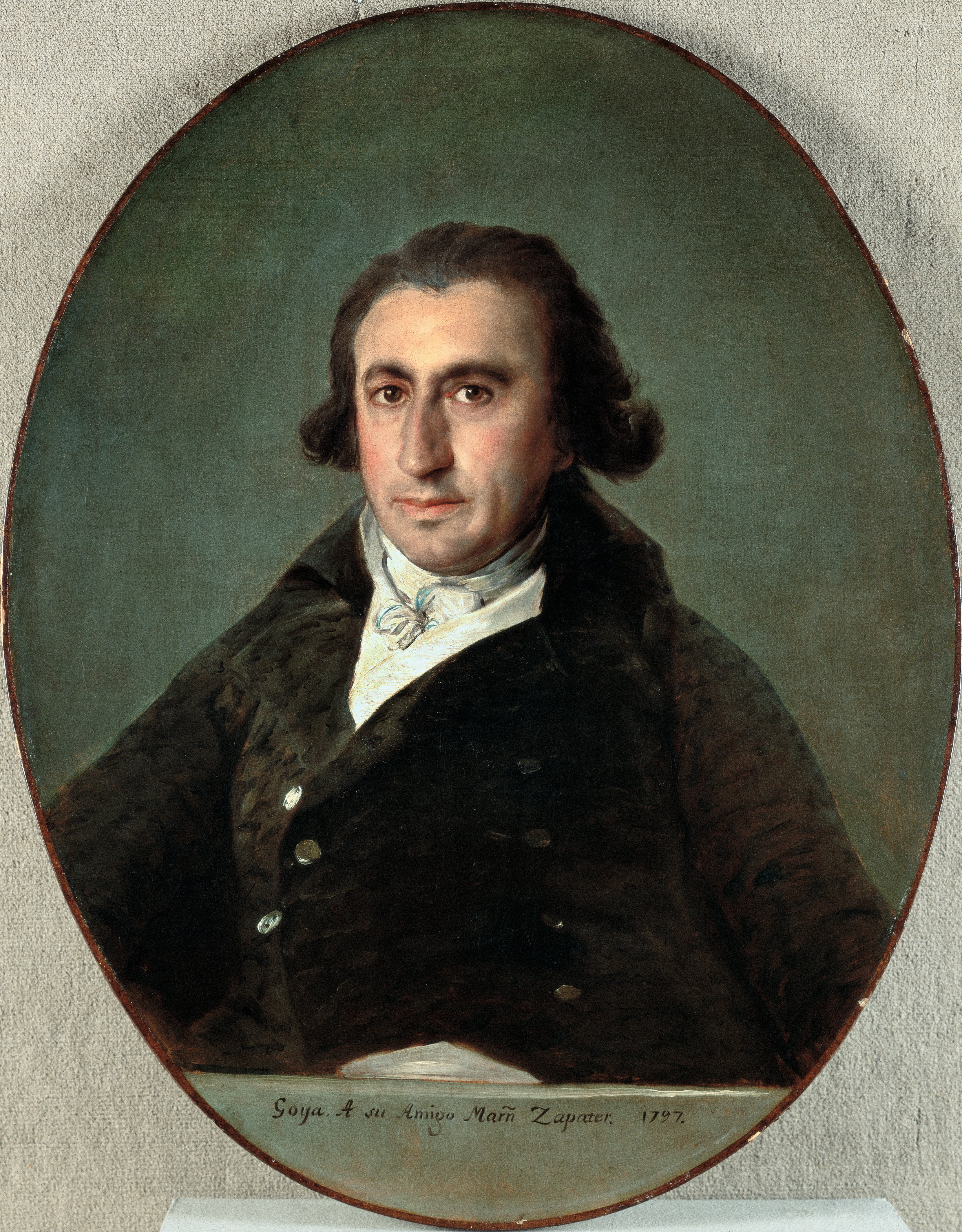
Martín Zapater (porträtiert von Goya)

Martín Zapater y Clavería (geboren 1747 in Saragossa; gestorben 1803 ebenda) war ein wohlhabender Kaufmann aus Aragonien und ein Mann der Aufklärung. Er war ein enger Freund des spanischen Malers Francisco de Goya (1746–1828), mit dem er eine umfangreiche Korrespondenz führte, die heute eine wertvolle Quelle für das Wissen über den Maler darstellt. Goya porträtierte ihn zweimal, 1790 und 1797.
Er war zeitlebens Junggeselle und wohnte in der Rue del Coso gegenüber dem Palacio del Conde de Sástago. Sein Vermögen machte er mit der Verpachtung von Grundstücken und der Vergabe von Krediten an die Stadt Saragossa und andere Institutionen und Personen. König Karl IV. verlieh ihm den Adelstitel Noble de Aragón.
Er war ein Förderer der aufklärerischen Ideen in Aragonien. Er war 1776 Gründungsmitglied der Real Sociedad Económica de Amigos del País de Aragón, deren Schatzmeister er zwischen 1790 und 1800 war. Er war auch an der Gründung der Königlichen Akademie der Schönen Künste von San Luis beteiligt, deren Ehrenmitglied er 1793 wurde und der er von 1797 bis 1802 angehörte. Seine Initiative war ausschlaggebend für die Gründung des Botanischen Gartens und des Theaters von Saragossa. Außerdem gab er mehreren Studenten Stipendien für das Studium der Architektur und der Gravur in Madrid.
Goya beispielsweise war ab 1750 Schüler an den Escuelas Pías in Saragossa, wo er ein Gefährte von Martín Zapater war, mit dem er zeitlebens eine enge Freundschaft pflegte. Zapaters politische Positionen, die gegen die Französische Revolution gerichtet waren, entfernten sich zunehmend von denen des Malers.